# Логинов, Анатолий Сергеевич
Анатолий Сергеевич Логинов (6 февраля 1924 — 10 ноября 2000, Москва) — российский и советский медик-терапевт, главный терапевт Министерства здравоохранения СССР (с 1967), академик АМН СССР (1986; член-корреспондент с 1975; с 1992 — академик РАМН), доктор медицинских наук, профессор, заслуженный деятель науки России (1998). .

## Биография
До 1947 года изучал медицину в Первом Московском медицинском институте.
С 1962 года — заместитель директора по научной части Института терапии АМН СССР, с 1963 года — заведующий клиническим отделением этого института.
В 1967—1973 года — заместитель директора по научной части Всесоюзного научно-исследовательского института гастроэнтерологии (ныне Центральный научно-исследовательский институт гастроэнтерологии), с 1973 года — директор этого института.
Был членом президиума Учёного медицинского совета Министерства здравоохранения СССР, председателем Научного совета по терапии АМН СССР (1976), Союзной проблемной комиссии «Гастроэнтерология» (1969), Всероссийского научного общества гастроэнтерологов (1977), членом президиума правления Всесоюзного научного общества терапевтов и Всесоюзного научного общества гастроэнтерологов; почётным членом секции гастроэнтерологов научных терапевтических обществ Народной Республики Болгарии (1970), Германской Демократической Республики (1975) и Словацкого медицинского общества (1978). Являлся членом редколлегии журнала «Терапевтический архив», заместителем ответственного редактора редакционного отдела «Гастроэнтерология» БМЭ.
Похоронен на Троекуровском кладбище г. Москвы.

## Научная деятельность
А. С. Логинов усовершенствовал и способствовал внедрению в практику инструментальных методов диагностики заболеваний печени, сформулировал диагностические критерии первичных и вторичных билиарных циррозов печени, разработал классификационную схему алкогольных поражений печени.
Первым в стране ввёл лапароскопию в терапевтическую клинику, как диагностический метод при заболеваниях желудочно-кишечного тракта. Первым предложил цветную фотографию для диагностики заболеваний печени.
Автор более 400 научных работ, в том числе 4 монографий по лапароскопии и атласа лапароскопических картин и микрофотографий пунктатов печени (при лапароскопии он делал прицельную биопсию печени). Ряд его работ посвящён изучению механизмов действия и терапевтической эффективности кортикостероидных гормонов, липоевой кислоты и других препаратов при хронических заболеваниях печени.

### Избранные публикации
- Лапароскопия в клинике внутренних болезней, Л., 1964, 1969;
- Новый метод цитологического исследования пункционных биопсий печени, Вестн. АМН СССР, № 3, с. 83, 1971 (в соавт.);
- Итоги и перспективы развития клинической гастроэнтерологии, Тер. арх., т. 48, № 1, с. 15, 1976;
- Международная классификация хронических диффузных заболеваний печени, в кн.: Актуальные вопросы гастроэнтерологии, под ред. А. С. Логинова, т. 1, № 10, с. 3, 1977.
- Лечение язвенной болезни гастростатом (в соавт). Российский гастроэнтерологический журнал. — 1996. — № 3. — с. 46—52.
- Лечение больных язвенной болезнью двенадцатиперстной кишки ланзопразолом (в соавт). Российский гастроэнтерологический журнал. — 1998. — № 2. — с. 36—39.

## Награды
- Орден Трудового Красного Знамени
- Орден «Знак Почёта»
- Орден Дружбы народов (1994; Россия)[1]
- Медали СССР
- Заслуженный деятель науки Российской Федерации (1998)[2]
- Премия имени С. П. Боткина (АМН СССР)
- Премия Правительства Москвы.

## Память
В 2013 году на базе ЦНИИГ был образован Московский клинический научно-практический центр (МКНЦ), ныне Московский клинический научный центр имени А. С. Логинова.